# Flottille de la Liberté III
Pour les articles homonymes, voir Flottille de la liberté.
La Flottille de la Liberté III (Freedom Flotilla III, hashtag #FF3) est prévue pour briser le blocus de la bande de Gaza. La flottille est partie de Suède le 10 mai 2015 puis a fait escale dans plusieurs villes européennes. Elle est partie officiellement d'Athènes (Grèce) le 25 juin 2015. La flottille sera formée d'au moins 5 bateaux, dont le chalutier « Marianne de Gothenburg », mais peu de détails ont été communiqués en avance.
L’ambassadeur d’Israël aux Nations unies, Ron Prosor (en), a appelé Ban Ki-moon à condamner publiquement cette flottille.
Dans les premières heures du 29 juin 2015, des drones israéliens survolent la flottille qui était sur la périphérie des eaux territoriales de la ville de Gaza, puis des bateaux militaires entourent le seul bateau Marianne après que les trois autres bateaux ont arrêté d’avancer. Le dernier appel reçu du bateau était à 1 heure du matin le 29 juin (heure de Gaza, GMT+2). Des confirmations arrivent à 6 heures du matin de la part de l’armée israélienne disant que la flottille est désormais contrôlée par l’armée qui la dirige vers le port d’Ashdod. On trouve dans le bateau l’ex-président tunisien Moncef Marzouki ainsi que plusieurs parlementaires européens et arabes.

## Réactions après l'interception de la flottille

### Officielles
- UN-CESAO : La secrétaire générale et Secrétaire exécutif de la CESAO Rima Khalaf (en) a publié une déclaration condamnant la détention de l'ancien président tunisien Moncef Marzouki par Israël. Khalaf a conclu « que le président Marzouki et ses compagnons ont fait est une pratique d'un droit et une réponse à l'appel de la conscience de lever l'injustice et de la souffrance de 1,8 million de civils assiégés à Gaza. Ce qu'Israël a fait est l'agression et l'infraction[6] ».
- ISESCO : L'ISESCO condamne la saisie de Flottille de la Liberté III dont un navire transportant des fournitures humanitaires à la population de la bande de Gaza. Elle a appelé la communauté internationale à faire pression sur le régime sioniste à libérer sans délai toutes les personnes à bord et garantir leur sécurité, y compris Moncef Marzouki[7].
- Tunisie : La Tunisie a condamné l'interception par les forces d'occupation israéliennes de l'un des navires de la Flottille de la Liberté III dont le président Moncef Marzouki et a demandé qu'il soit relâché immédiatement avec tous les participants à cette flottille. La Tunisie appelle, dans un communiqué du ministère des Affaires étrangères, à libérer immédiatement tous les participants à cette flottille de la liberté, et affirme que l'occupation israélienne est responsable de leur sécurité et de celle du président Moncef Marzouki[8].
- Qatar : L'État du Qatar a fermement condamné l'interception par les forces d'occupation israélienne de la flottille de la liberté III en direction de la bande de Gaza et de la détention de l'ancien président tunisien Moncef Marzouki. Le ministère des Affaires étrangères a déclaré dans un communiqué que les fonctionnaires suivent avec préoccupation l'évolution de la situation dans la bande de Gaza, la poursuite des violations israéliennes et de couper les fournitures humanitaires pour la population de Gaza, appelant à libérer rapidement Marzouki et le reste de la participants. La déclaration a appelé la communauté internationale à prendre des mesures immédiates pour arrêter l'abus israélienne et lever le siège sur la bande de Gaza[9].
- Suède : Le ministère suédois des Affaires étrangères a condamné Israël pour son intervention sur le navire leader suédois, Marianne, dans les eaux internationales au cours de sa participation à la troisième Flottille de la Liberté pour Gaza. La déclaration a demandé à Israël de lever le blocus de Gaza immédiatement[10].

### Non officielles
- Le vice-président du bureau politique du Hamas, Ismaël Haniyeh, a condamné la piraterie israélienne contre la flottille de la liberté 3. Haniyeh a déclaré que cette piraterie met en lumière la politique israélienne de violation de la loi internationale, et reflète le terrorisme israélien qui empêche la liberté de voile vers et à partir de la bande de Gaza. Haniya a demandé la libération immédiate des personnalités participant à Flottille de la Liberté 3, y compris l'ancien président tunisien Moncef Marzouki, soulignant que les normes de telles violations de la loi diplomatique et internationale par Israël. Haniya a salué Marzouki en tant que défenseur du printemps arabe et les révolutions arabes qui soutiennent la cause palestinienne[11].
- Les partis politiques tunisiennes, Ennahdha, Ettakatol, Al Joumhouri, Congrès pour la République, Courant démocrate et Hizb ut-Tahrir ont publié des déclarations condamnant l'interception de la flotte, et en solidarité avec le peuple palestinien et la bande de Gaza et en appelant la communauté internationale à intervenir pour libérer et assurer la sécurité des participants, et en premier rang l'ancien président Moncef Marzouki[12],[13],[14],[15],[16],[17].
- les deux partis espagnols Podemos et Bloc nationaliste galicien ont critiqué l'action israélienne à perturber la troisième flottille de la liberté. Dans une déclaration écrite, le Bloc nationaliste galicien décrit l'action israélienne comme un « piratage », et il a appelé le ministère des Affaires étrangères espagnole à prendre une position ferme sur l'incident et trouver une position à la question de Gaza sur la tête. Le porte-parole de Podemos a également exhorté la communauté internationale à faire entendre sa voix contre Israël[18].

## Participants
| Pays                                         | Personnalité                  | Statut |
| -------------------------------------------- | ----------------------------- | --- |
| Tunisie                                      | Moncef Marzouki               | Ex-président de la République tunisienne                                                                                     |
| Suède                                        | Kajsa Ekis Ekman              | Journaliste, écrivaine et militante                                                                                          |
| Espagne                                      | Teresa Forcades i Vila        | Religieuse et théologienne bénédictine                                                                                       |
| Irak                                         | Nisreen El-Hashemite          | Médecin et chercheuse ; affirme qu’elle est la petite-fille du roi Fayçal Ier                                                |
| Canada                                       | Robert Lovelace               | Activiste et professeur au département d’études du développement mondial à l’université Queen's                              |
| Canada                                       | Kevin Neish                   | Activiste et militant des droits de l’Homme dans l’International Solidarity Movement                                         |
| Maroc                                        | Abouzaid El Mokrie El Idrissi | Avocat, penseur et député à la Chambre des représentants.                                                                    |
| Espagne                                      | Estefanía Torres Martínez     | Député du Parlement européen                                                                                                 |
| Jordanie                                     | Yahya Saoud                   | Député à la Chambre des représentants.                                                                                       |
| Israël                                       | Basel Ghattas                 | Député arabe israélien à la Knesset                                                                                          |
| Tunisie                                      | Anouar Gharbi                 | Conseiller de l’ex-président tunisien Marzouki et l’un des fondateurs de la campagne européenne pour briser le siège de Gaza |
| Australie                                    | Robert Martin                 | Activiste anti-guerre |
| Espagne                                      | Ana Miranda                   | Députée du Parlement européen                                                                                                |
| Algérie                                      | Nasser Hamdadaouch            | Député à l’Assemblée populaire nationale algérienne                                                                          |
| Norvège                                      | Gerd von der Lippe            | Sociologue sportif et ancienne sprinteur, professeur, journaliste et écrivain                                                |
| Danemark                                     | Özlem Cekic                   | Ancienne députée au Parlement danois                                                                                         |
| États-Unis                                   | Joe Meadors                   | Ancien signaleur US Navy, qui a survécu à l’attaque d’Israël sur l’USS Liberty.                                              |
| États-Unis                                   | Ann Wright                    | Ancienne colonel de l’armée américaine et fonctionnaire du département d'État des États-Unis.                                |
| Suède                                        | Bertil Gustafsson             | Mathématicien appliqué et analyste numérique                                                                                 |
| Suède                                        | Dror Feiler                   | Musicien, artiste né en Israël et militant de gauche                                                                         |
| Suède                                        | Maria Svensson                | Porte-parole officiel de l’Initiative féministe                                                                              |
| Suède                                        | Daniel Sestrajcic             | Ancien député au Parlement suédois                                                                                           |
| Suède                                        | Ulf Bjereld                   | Professeur à l’Université de Göteborg et président des Sociaux-démocrates religieux de Suède (en).                           |
| Norvège                                      | Åsmund Grøver Aukrust         | Députée au Parlement norvégien                                                                                               |
| Danemark                                     | Rosa Lund                     | Député au Parlement danois                                                                                                   |
| Suède                                        | Åsa Svensson                  | Ancienne joueuse de tennis                                                                                                   |
| Danemark                                     | Trine Pertou Mach             | Députée au Parlement danois                                                                                                  |
| Turquie                                      | Hajar Al-Mutairi              | Journaliste à l’Agence Anadolu                                                                                               |
| Turquie                                      | Tayfun Jalci                  | Journaliste à l’Agence Anadolu                                                                                               |
| Espagne                                      | Eduardo Muriel                | Journaliste à La Marea (es).                                                                                                 |
| France                                       | Aissa Boukanoun               | Journaliste d’Euronews. |
| Maroc                                        | Mohammed El Bakkali           | Journaliste d’Al Jazeera. |
| Norvège                                      | Ammar Al Hamdan               | Journaliste d’Al Jazeera. |
| Algérie                                      | Abdel Lateef Belkaim          | Journaliste d’Echourouk TV.                                                                                                  |
| Nouvelle-Zélande                             | Jacob Bryant                  | Journaliste de Māori Television.                                                                                             |
| Nouvelle-Zélande                             | Ruwani Perera                 | Journaliste de Māori Television                                                                                              |
| Russie                                       | Nadya Kevorkova               | Journaliste |
| Suède                                        | Lennart Berggren              | Journaliste |
| Allemagne                                    | Martin Lejeune (de)           | Journaliste |
| Israël                                       | Ohad Chamo                    | Journaliste d’Aroutz 2 |
| Autre médias : Russia Today, Al-Quds TV (en) |                               | |

## Composition de la flottille
Un bateau a été accosté par la marine israélienne dans les eaux internationales après qu'il a refusé de changer son cap vers la bande de Gaza :
| Bateau   | Pays d'origine | Nombre de passagers |
| -------- | -------------- | ------------------- |
| Marianne | Suède          | 18                  |

Les bateaux suivants ont rebroussé chemin après avoir été survolés par des drones israéliens :
| Bateau     | Pays d'origine | Nombre de passagers |
| ---------- | -------------- | ------------------- |
| Juliano II | Grèce          | 12                  |
| Vittorio   | Grèce          | 9                   |
| Rachel     | Grèce          | 8                   |